# تشارلز إس. بيل
تشارلز إس. بيل (بالإنجليزية: Charles S. Bell)‏ هو محامي وقاضي أمريكي، ولد في 8 أكتوبر 1880 في Carthage, Cincinnati ‏ في الولايات المتحدة، وتوفي في 6 مايو 1965 في سينسيناتي في الولايات المتحدة.